# Saint-Joseph (Memramcook)
Pour les articles homonymes, voir Saint-Joseph.
Saint-Joseph est le chef-lieu du village de Memramcook, au Nouveau-Brunswick. Constitué le 9 novembre 1966, le village a été renommé Memramcook le 8 mai 1995 et on y a annexé les DSL de l'Anse-des-Cormier, de La Hêtrière-McGinleys Corner, de Memramcook, de Memramcook-Est, de Pré-d'en-Haut et de Ruisseau-des-Breau ainsi qu'une portion du DSL de la Paroisse de Dorchester, soit le hameau de Beaumont. Le quartier compte environ 1000 habitants.

## Géographie

Carte de Memramcook.

Saint-Joseph est situé sur le versant est des Grandes Buttes, au bord de la rivière Memramcook. Le quartier est accessible par les routes 106 et 925.

## Chronologie municipale

Évolution territoriale de la paroisse de Dorchester à partir de 1966.

## Politique
C'est à Saint-Joseph que se trouve la mairie du village de Memramcook, en faisant donc le chef-lieu. L'hôtel de ville est installé depuis le 19 novembre 1966 dans un édifice de trois étages ayant servi d'école jusqu'en 1972.
| Période                                  | Période | Identité         | Étiquette | Qualité |
| ---------------------------------------- | ------- | ---------------- | --------- | ------- |
| 19??                                     | 1995    | Fortunat Duguay  |           |         |
| 1980                                     | ????    | Thérèse Gaudet   |           |         |
| 1974                                     | 19??    | Fortunat Duguay, |           |         |
| 1966                                     | 19??    | Alcide Gionet    |           |         |
| Les données manquantes sont à compléter. |         |                  |           |         |